# 不動前站
不動前站（日语：／ Fudōmae eki */?）是一個位於東京都品川區西五反田五丁目，屬於東急電鐵目黑線的鐵路車站。車站編號是MG02。

## 歷史
- 1923年（大正12年）3月11日 - 此站啟用，當時稱為目黑不動前站[2]。當時有貨物月台[2]。
- 1923年（大正12年）10月 - 車站改稱不動前站[2]。
- 1936年（昭和11年）5月 - 拆去貨物月台[2]。
- 1998年（平成10年）1月 - 目黑站 - 洗足站間交通立體化，車站暫時移到環狀6號線（山手通）南側[3]。
- 1999年（平成11年）11月10日 - 車站高架化[3]。
- 2000年（平成12年）8月6日 - 東急目蒲線分拆成目黑線及東急多摩川線，車站改屬目黑線。
- 2002年（平成14年）
  - 1月27日 - 下行月台啟用，下行列車停止位置往目黑方向移動13公尺[4]。站外設置臨時廁所[4]。
  - 9月29日 -月台門啟用[5][6]。站外廁所移至站內[5]。
- 2003年（平成15年）1月 - 高架站體完成[7]。

## 車站結構
本站是對向式月台2面2線的高架車站。站房內有羅多倫咖啡、認證保育所、神戶屋等。
本站到武藏小山站區間在2006年7月2日地下化。目黑線在目黑站過後出土行走於平面，接著到本站前駛上高架，出站後再進入地底往武藏小山站。
廁所在1樓付費區內。

### 月台配置
| 月台 | 路線   | 方向 | 目的地                                                                |
| ---- | ------ | ---- | --------------------------------------------------------------------- |
| 1    | 目黑線 | 下行 | 大岡山、多摩川、日吉方向                                              |
| 2    | 目黑線 | 上行 | 目黑、 南北線 赤羽岩淵、 埼玉高速鐵道線 浦和美園、三田線 西高島平方向 |

（來源：東急電鐵:車站構內圖（页面存档备份，存于））

## 使用情況
2016年度1日平均上下車人次為29,964人。
近年1日平均上下、上車人次如下表。
| 年度               | 1日平均 上下車人次 | 1日平均 上車人次 | 來源     |
| ------------------ | ------------------ | ---------------- | -------- |
| 1990年（平成02年） |                    | 14,948           | [ * 1 ]  |
| 1991年（平成03年） |                    | 15,178           | [ * 2 ]  |
| 1992年（平成04年） |                    | 14,932           | [ * 3 ]  |
| 1993年（平成05年） |                    | 14,745           | [ * 4 ]  |
| 1994年（平成06年） |                    | 14,236           | [ * 5 ]  |
| 1995年（平成07年） |                    | 14,413           | [ * 6 ]  |
| 1996年（平成08年） |                    | 14,781           | [ * 7 ]  |
| 1997年（平成09年） |                    | 14,384           | [ * 8 ]  |
| 1998年（平成10年） |                    | 13,866           | [ * 9 ]  |
| 1999年（平成11年） |                    | 13,566           | [ * 10 ] |
| 2000年（平成12年） |                    | 13,989           | [ * 11 ] |
| 2001年（平成13年） |                    | 14,679           | [ * 12 ] |
| 2002年（平成14年） | 29,072             | 15,208           | [ * 13 ] |
| 2003年（平成15年） | 30,168             | 15,721           | [ * 14 ] |
| 2004年（平成16年） | 30,367             | 15,745           | [ * 15 ] |
| 2005年（平成17年） | 29,258             | 15,172           | [ * 16 ] |
| 2006年（平成18年） | 28,541             | 14,819           | [ * 17 ] |
| 2007年（平成19年） | 28,993             | 15,096           | [ * 18 ] |
| 2008年（平成20年） | 28,974             | 15,005           | [ * 19 ] |
| 2009年（平成21年） | 28,092             | 14,537           | [ * 20 ] |
| 2010年（平成22年） | 27,426             | 14,189           | [ * 21 ] |
| 2011年（平成23年） | 27,871             | 14,399           | [ * 22 ] |
| 2012年（平成24年） | 28,519             | 14,734           | [ * 23 ] |
| 2013年（平成25年） | 28,918             | 14,926           | [ * 24 ] |
| 2014年（平成26年） | 28,909             |                  |          |
| 2015年（平成27年） | 29,492             |                  |          |
| 2016年（平成28年） | 29,964             |                  |          |

## 車站周邊
車站周邊道路狹窄，多單行道。除了站前有少數商店外，其他多為住宅區。
- 品川區大崎第一地域中心
- 品川區立五反田圖書館、品川區立五反田文化中心ー、教育中心
- 品川區立第一日野小學校
- 品川不動前郵便局
- 品川區立第四日野小學校（日语：品川区立第四日野小学校）
- 學校法人攻玉社學園（日语：学校法人攻玉社学園）
  - 攻玉社中學校、高等學校（日语：攻玉社中学校・高等学校）[13]
- 目黑不動尊（瀧泉寺）[13]
- 安養院
- 氷川神社
- 林試之森公園（日语：林試の森公園）[13]
- 桐谷齋場（日语：桐ヶ谷斎場）
- 東京日產自動車販售（日语：東京日産自動車販売）本社
- 不動前東急store（日语：東急ストア）
- OZEKI（日语：オオゼキ）目黒不動前店
- Matuetsu petit（日语：マルエツ）不動前店
- THK展示場
- 大崎郵便局（日语：大崎郵便局）
- TOC大樓（日语：TOCビル）
- 山手通
- 首都高速道路中央環狀線五反田出入口

## 巴士路線
站前廣場狹小，沒有巴士停靠。最近的巴士站是東北方約150公尺山手通的東急巴士「不動前站入口」。
- 不動前站入口 <澀41> 清水、澀谷站（經中目黑站）[14]
- 不動前站入口 <澀41> 大崎站西口、大井町站（經大崎廣小路）[14]

## 站名由來
以附近的目黑不動尊（瀧泉寺）命名。
本站最早名為「目黑不動前站」，但很快地就改為「不動前站」，這是由於目黑蒲田電鐵專務取締役五島慶太發現周邊居民都稱之為「お不動さん」，因此將「目黑」去除只留下「不動前」。
本站至目黑不動尊約650公尺（步行15分）。

## 相鄰車站
東急電鐵
 目黑線
■急行
通過
■各站停車
目黑（MG01）－不動前（MG02）－武藏小山（MG03）

## 延伸閱讀
- 宮田道一. . JTBパブリッシング. 2008-09-01. ISBN 9784533071669.

## 外部連結
- 不動前（各站資訊） - 東急電鐵
- 不動前駅通り商店街公式ホームページ （页面存档备份，存于）（不動前駅通り商店街・maidotown）